# Automobiles Dexter
Construction d’Automobiles Dexter war ein französischer Hersteller von Automobilen.

## Unternehmensgeschichte
Das Unternehmen aus Lyon gehörte dem Radrennfahrer Alexandre Fauré. 1906 begann die Produktion von Automobilen. Der Markenname lautete Dexter. 1909 endete die Produktion.

## Fahrzeuge
Angeboten wurden die Modelle 50/60 CV, 72 CV und 100 CV. Für den Antrieb sorgten großvolumige Vierzylinder- und Sechszylindermotoren. Die Motorleistung wurde durch Ketten an die Hinterachse übertragen. Viele dieser Fahrzeuge wurden bei Autorennen eingesetzt.